# محوطه اورما
محوطه اورما مربوط به دوران پس از اسلام است و در شهرستان رضوانشهر، بخش مرکزی، روستای اورما واقع شده و این اثر در تاریخ ۲۷ بهمن ۱۳۸۲ با شمارهٔ ثبت ۱۰۹۴۷ به‌عنوان یکی از آثار ملی ایران به ثبت رسیده‌است.